# Georg Tallberg
Georg Bertil Tallberg (* 6. April 1961 in Helsinki) ist ein finnischer Segler.

## Erfolge
Georg Tallberg nahm an den Olympischen Spielen 1980 in Moskau in der 470er Jolle teil. Gemeinsam mit Jouko Lindgren belegte er den dritten Platz hinter Eduardo Penido und Marcos Soares sowie Jörn Borowski und Egbert Swensson. Sie erhielten dank einer Gesamtpunktzahl von 39,7 Punkten die Bronzemedaille.
Tallbergs Familie ist mit dem Segelsport eng verbunden. Seine Cousins Henrik, Johan und Peter Tallberg starteten, teils mehrfach, bei olympischen Segelregatten. Deren Großvater Bertil Tallberg gewann 1912 gemeinsam mit seinem Bruder Gunnar Bronze im Segeln.